# Elezioni regionali in Umbria del 1975
Le elezioni regionali in Umbria del 1975 si tennero il 15-16 giugno. Il presidente uscente. Pietro Conti è stato riconfermato alla carica di presidente. Rimarrà in carica fino al 1976.

## Risultati elettorali
| Liste                                                  | Voti    | %     | Seggi |
| ------------------------------------------------------ | ------- | ----- | ----- |
| Partito Comunista Italiano (PCI)                       | 257.606 | 46,13 | 14    |
| Democrazia Cristiana (DC)                              | 154.165 | 27,61 | 9     |
| Partito Socialista Italiano (PSI)                      | 77.472  | 13,87 | 4     |
| Movimento Sociale Italiano - Destra Nazionale (MSI-DN) | 31.512  | 5,64  | 1     |
| Partito Socialista Democratico Italiano (PSDI)         | 13.580  | 2,43  | 1     |
| Partito Repubblicano Italiano (PRI)                    | 13.451  | 2,41  | 1     |
| Democrazia Proletaria (DP)                             | 6.220   | 1,11  | -     |
| Partito Liberale Italiano (PLI)                        | 4.389   | 0,79  | -     |
| Totale                                                 | 558.395 |       | 30    |

| Riepilogo dei seggi | Riepilogo dei seggi | Riepilogo dei seggi | Riepilogo dei seggi | Riepilogo dei seggi | Riepilogo dei seggi | Riepilogo dei seggi |
| ------------------- | ------------------- | ------------------- | ------------------- | ------------------- | ------------------- | ------------------- |
|                     |                     |                     |                     |                     |                     |                     |
| PCI                 | 14                  | ▲ 1                 |                     | PSI                 | 4                   | ▲ 1                 |
| PSDI                | 1                   | ━                   |                     | PRI                 | 1                   | ━                   |
| DC                  | 9                   | ━                   |                     | MSI-DN              | 1                   | ▼ 1                 |
| PSIUP               | 0                   | ▼ 1                 |                     |                     |                     |                     |